# Klucz Frontowy Nr 6 (Go)
Klucz Frontowy Nr 6 (Go) – polska jednostka lotnicza utworzona we Francji w marcu 1940 w jako jednostka Polskich Sił Powietrznych.
Jednostka została przydzielona do francuskiej Groupe de Chasse II/7 w Luxeuil. Do 10 maja klucz brał udział w osłonie samolotów rozpoznawczych, po czym prowadził walki powietrzne nad Dijon, Morey-sur-Tille, Lousle i Saulnier. W końcu maja jednostka została przezbrojona na samoloty Devoitine D.520 na których prowadziła walki nad Besançon. Następnie klucz został przebazowany na lotnisko w Carcassonne a po zakończeniu działań wojennych wykonał przelot (z międzylądowaniem w Perpignan) do Bidżai w Algierii gdzie został rozformowany.
Ogólnie klucz uzyskał 5 1/2 zestrzeleń bez strat własnych.

## Piloci jednostki
- por. Władysław Goettel – dowódca
- ppor. Wacław Król
- kpr. Eugeniusz Nowakiewicz